# Бресс

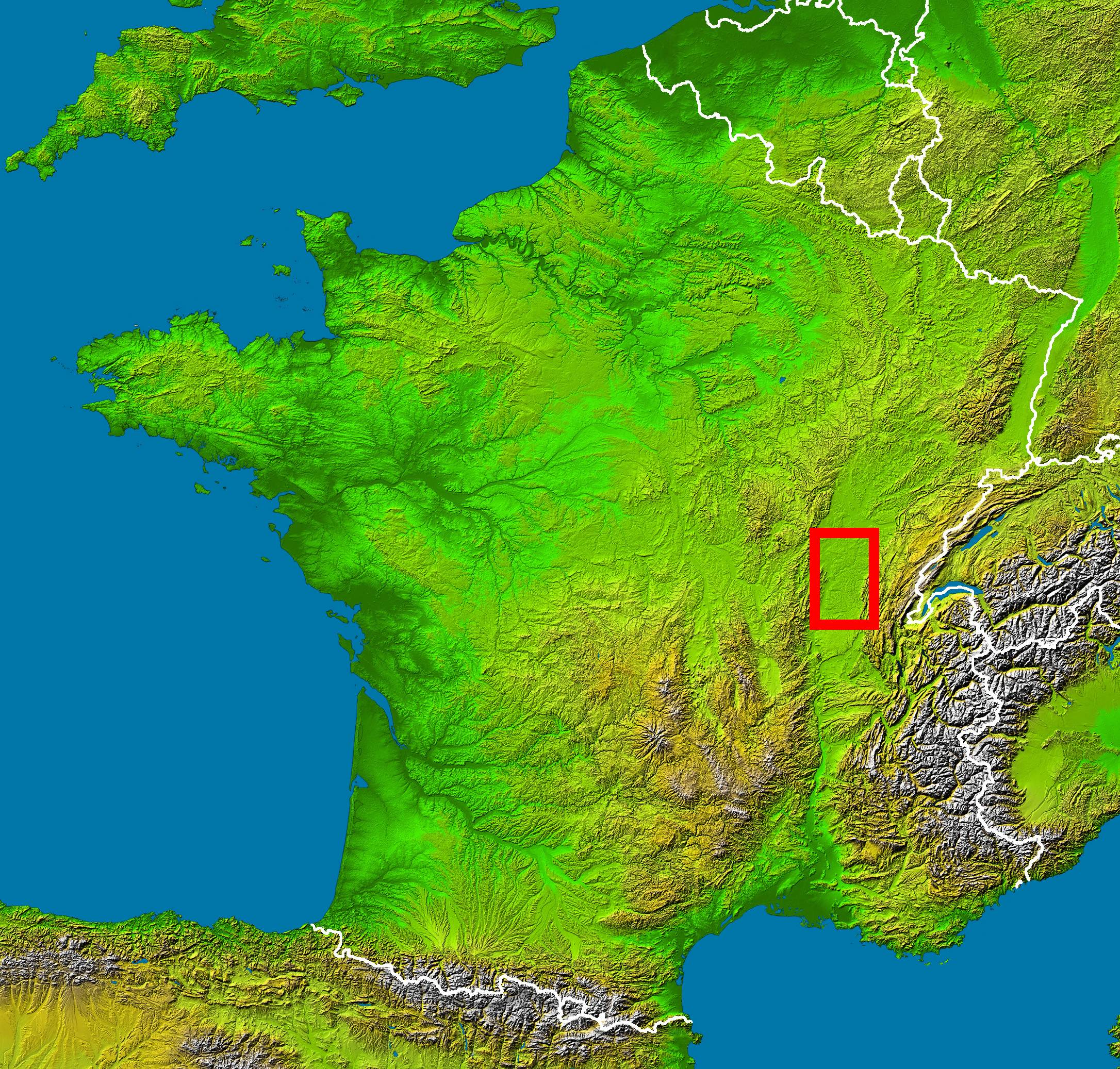
Локализация Бресса

Бресс или Брес (Bresse) — возвышенная местность в Бургундии, заключённая между Домбом, Юрой, реками Сона и Ду. Крупнейший во Франции центр птицеводства, родина бресских кур. Жители традиционно используют один из диалектов франкопровансальского языка. Исторические столицы — Баже-ла-Виль и Бурк-ан-Брес.
С 1272 по 1601 годы Брессом владел Савойский дом. Маргарита Австрийская сделала Бурк одной из столиц Савойи. В отстроенном Маргаритой монастыре Бру покоятся она сама и её семья. По Лионскому миру савойцы уступили французам Бресс и Бюжэ в обмен на Салуццо и другие земли в Пьемонте.
В настоящее время историческая область разделена между департаментами Сона и Луара и Эн.